# Christian Moritz Graf Königsegg und Rothenfels
El Conde Christian Moritz von Koenigsegg und Rothfels (24 de noviembre de 1705-21 de julio de 1778 en Viena) fue un mariscal de campo del Sacro Imperio Romano Germánico.
Ingresó en el ejército a edad temprana y se unió al regimiento de su tío, el Mariscal de Campo Joseph Lothar von Königsegg, y finalmente se convertiría en coronel. En 1734 luchó en la batalla de Guastalla y fue herido. Luchó en las guerras contra los turcos y en la guerra de sucesión austríaca. Después de la Paz de Aachen, fue nombrado embajador imperial en la corte del Electorado de Colonia y fue promovido a Feldzeugmeister. 
En la guerra de los siete años luchó en Bohemia y fue derrotado en al batalla de Reichenberg. Sin embargo, fue nombrado Mariscal de Campo en 1758. Siendo caballero de la Orden Teutónica; durante sus últimos años comandó el Bailiazgo de Alsacia y Borgoña.